# Vicente Hernández Albert
Vicente Hernández Albert   (València, 28 de desembre de 1915 - Castelló de la Plana, 25 de desembre de 1995) fou un futbolista valencià de la dècada de 1940.
Jugava d'interior dret. Començà a destacar al CE Borriana, passant abans de la guerra civil per l'Sport Club La Plana i a continuació per l'Athletic de Castelló. Acabada la guerra fou jugador del renascut CE Castelló. El 1943 fitxà pel València CF, com a reforç de l'anomenada davantera elèctrica. L'any 1945 fitxà pel RCD Espanyol, on jugà durant dues temporades a bon nivell. Finalitzà la seva carrera novament al Castelló, on marxà en compensació pel fitxatge de Basilio Nieto.
També fou entrenador del CE Castelló durant diverses etapes (1956-57, 1958-59 i 1962-63).